# Festival Pau Casals

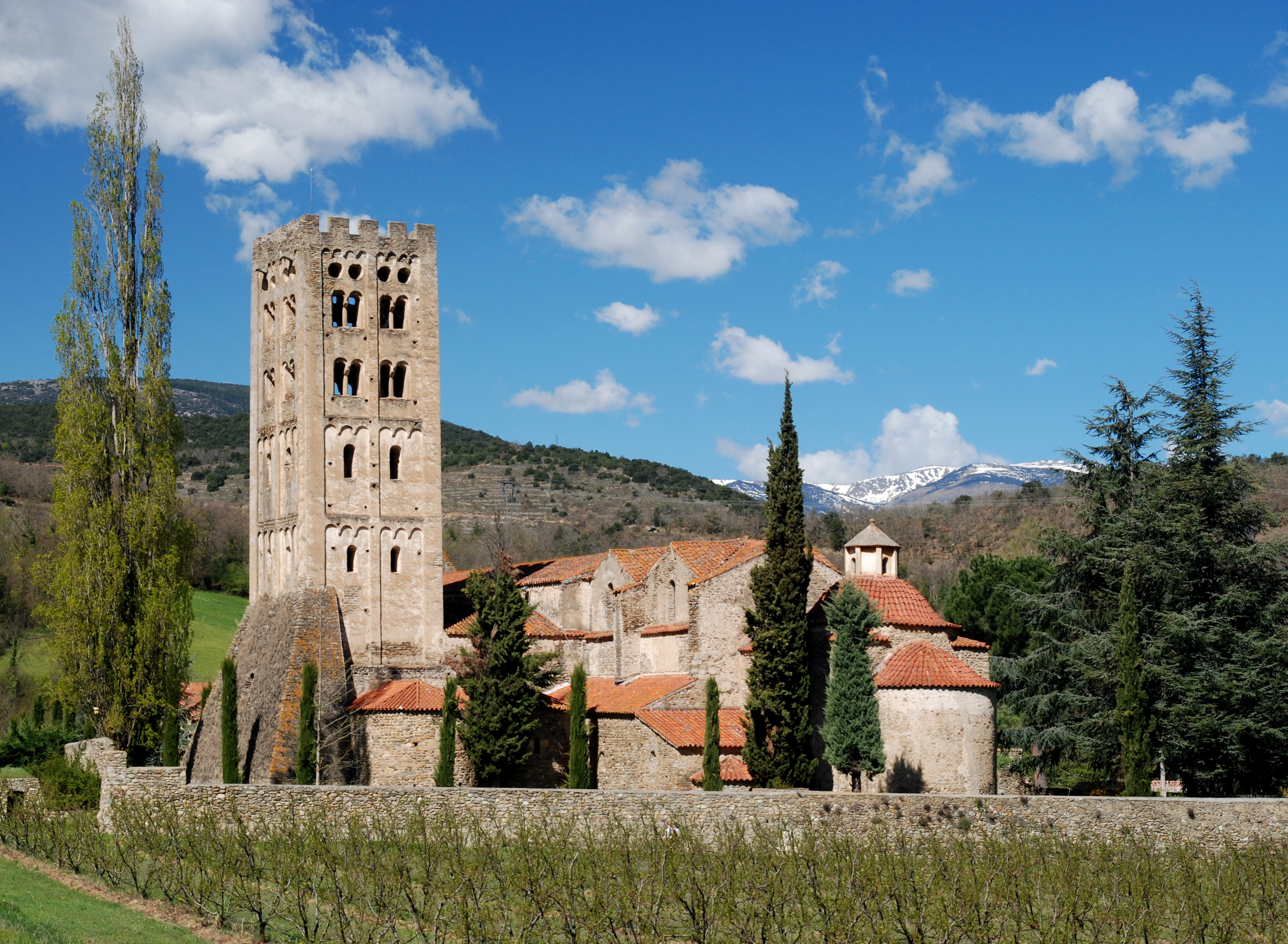
Abadía de Saint Miguel de Cuixá

El Festival Pau Casals es un festival creado por el violonchelista y director de orquesta Pau Casals en 1950 en Prades, en el sur de Francia, departamento de los Pirineos Orientales.

## Trayectoria
Antes de la Segunda Guerra Mundial, Prades se convirtió en el pueblo adoptivo de Pau Casals que no quería vivir en España tras la guerra civil de 1936-1939 ganada por los franquistas, pero allí podía seguir quedándose en Cataluña.
Tras la Segunda Guerra Mundial y un largo período de silencio, es solicitado por muchos melómanos del mundo. Se le pidió que volviera a tocar en concierto y en particular en 1950 para el bicentenario de la muerte de Bach. Pero ante su reiterada negativa, sus amigos, y en especial el violinista Alexander Schneider, le ofrecen ir a tocar a su casa de Prades y Pau Casals acepta. Los más grandes intérpretes de su tiempo (Clara Haskil, Mieczysław Horszowski, Isaac Stern, Marcel Tabuteau, Joseph Szigeti, Rudolf Serkin, Paul Tortelier, etc.) se dan cita allí, convirtiéndolo en un lugar de gran fervor musical. Así nació el Festival de Prades que se ha perpetuado desde entonces, viendo actuar a los más grandes intérpretes de música de cámara del mundo. Pau Casals seguirá participando en él a los noventa años, entre sus conciertos destaca su oratorio El Pessebre (El Pesebre), obra escrita durante la guerra sobre un poema de su amigo Joan Alavedra.
La actuaciones del Festival tienen lugar, entre otros lugares, en una de las joyas del románico catalán, la abadía de Saint Miguel de Cuixá, a los pies del Canigó.
En 1970, por sugerencia del violinista Fred Muccioli y del clarinetista Michel Lethiec, se crea la Academia de Música de Prades, dirigida por la violinista Françoise Lethiec, que acoge cada verano a jóvenes músicos y ofrece clases magistrales de instrumentos y música de cámara.
En 1982 se confió la dirección artística del festival a Michel Lethiec.
En 1995 se creó una reunión anual en París: “Prades en los Campos Elíseos", también reproducida en el extranjero (Estados Unidos, China, Corea, Brasil, Israel. . . )
Se ha establecido una colaboración con Puerto Rico y El Vendrell, donde también se celebran dos festivales en homenaje al maestro catalán.

## El concurso
En 2005 se creó el Concurso Internacional de Composición del Festival Pablo Casals de Prades cuyo primer ganador fue el compositor alemán Thorsten Encke por su String Quartet .La segunda edición tuvo lugar el 14 de abril de 2007 y el premio, que estaba dotado con 15 000 euros, recayó en Hee Yun Kim.
Los autores que fueron recompensados después son los siguientes:
- en 2009, Daniele Gasparini, por su quinteto Quando il vento sognava
- en 2011, David Philip Hefti, por su cuarteto Interaktionen
- en 2013, Sae Ahm Kim, por su quinteto Danse macabre
- en 2015, Filippo Zapponi, por su trío Naper
- en 2017, Sang In Lee, por su sexteto La petite frase de Vinteuil
- en 2019, Marc Migo Cortés, por su trío para clarinete, violonchelo y piano.

Obras imponentes escritas especialmente para este concurso son más de 500.
El jurado, compuesto por intérpretes y compositores, acogió, entre estos últimos, a Marc-André Dalbavie, Cristóbal Halffter, Tomás Marco, Vladimir Mendelssohn, Toshio Hosokawa, Krzysztof Penderecki, Kaija Saariaho y Jörg Widmann.